# Linia kolejowa Tours – Le Croisic
Linia kolejowa Tours-Le Croisic – główna francuska linia kolejowa. Przebiega przez dwa regiony: Centralny i Kraj Loary. Łączy miasta: Tours, Angers, Nantes, Saint-Nazaire i Le Croisic. Linia ma długość 282,4 km i jest całkowicie zelektryfikowana napięciem 25 kV - 50 Hz.